# Министарство правде Босне и Херцеговине
Министарство првде Босне и Херцеговине је једно од девет заједничких министарстава на нивоу Босне и Херцеговине одговорно Босне и Херцеговине одговорно Савјету министара Босне и Херцеговине, на чијем је челу се налази Давор Буноза из ХДЗ БиХ.

## Надлежности
Министарство правде надлежно је за:
- административне функције везано за правосудне органе на државном нивоу
- међународну и међуентитетску правосудну сарадњу (међусобна правна помоћ и контакти са међународним трибуналима)
- израду одговарајућих закона и прописа
- обезбјеђивање да законодавство БиХ и његово провођење на свим нивоима буду у складу са обавезама БиХ које произилазе из међународних споразума
- пружање бесплатне правне помоћи у складу с одредбама Закона о пружању бесплатне правне помоћи ("Службени гласник БиХ", број 83/16)
- сарадњу са Министарством спољних послова и ентитетима на изради међународних билатералних и мултилатералних споразума
- давање смјерница и праћење правног образовања, како би се обезбиједила међуентитетска хармонизација у овој области и поступање у складу са најбољим стандардима
- опшенито деловање као централно координирајући орган за обезбеђивање усклађености законодавства и стандарда правосудног система међу ентитетима, било обезбјеђењем услова за расправу или координирањем иницијатива
- екстрадицију
- послове управне инспекције над извршавањем закона који се односе на државне службенике и запослене органа управе, управни поступак и посебне управне поступке и канцеларијско пословање у органима управе, као и послове инспекцијског наџора над извршавањем закона који се односи на рад удружења грађана и фондација регистрованих на нивоу Босне и Херцеговине, у питањима: пријављивања измјена и допуна статута, циљева и делатности, назива, адресе сједишта, лица овлашћеног за заступање и престанак рада удружења или фондација, коришћења у правном промету података који нису уписани у Регистар удружења и фондација, коришћења назива под којим су удружење или фондација уписани у Регистар, одржавања сједница скупштине удружења или управног одбора фондације, достављања финансијског извештаја у складу са законом, вођења пописа чланова удружења и престанка рада и деловања удружења или фондације;
- питања удружења грађана, вођење регистара удружења грађана и невладиних организација које делују на територији БиХ;
- друге послове и задатке који нису у надлежности других министарстава БиХ, а сродни су пословима из надлежности овог министарства.